# Cephalops multidenticulatus
Cephalops multidenticulatus är en tvåvingeart som beskrevs av De Meyer och Patrick Grootaert 1990. Cephalops multidenticulatus ingår i släktet Cephalops och familjen ögonflugor. Inga underarter finns listade i Catalogue of Life.